# Бечини (Великопольське воєводство)
Бечини (пол. Bieczyny, нім. Bielau) — село в Польщі, у гміні Чемпінь Косцянського повіту Великопольського воєводства.
Населення — 61 особа (2011).
У 1975-1998 роках село належало до Познанського воєводства.

## Демографія
Демографічна структура станом на 31 березня 2011 року:
|          | Загалом | Допрацездатний вік | Працездатний вік | Постпрацездатний вік |
| -------- | ------- | ------------------ | ---------------- | -------------------- |
| Чоловіки | 26      | 6                  | 20               | 0                    |
| Жінки    | 35      | 8                  | 20               | 7                    |
| Разом    | 61      | 14                 | 40               | 7                    |